# Липівська сільська рада (Тисменицький район)
| Липівська сільська рада — орган місцевого самоврядування у Тисменицькому районі Івано-Франківської області з адміністративним центром у с. Липівка. Історична дата утворення: в 1939 році. Водоймища на території, підпорядкованій даній раді: річка Стримба. Сільській раді підпорядковані населені пункти: - с. Липівка — площа:24,96 км²; населення:1880 ос. - с. Нова Липівка — площа:2,11 км²; населення:71 ос. - с. Студинець — площа:5,74 км²; населення:343 ос. |

## Склад ради
Рада складається з 14 депутатів та голови.

### Керівний склад ради
| ПІБ                   | Основні відомості                                                 | Дата обрання | Дата звільнення |
| --------------------- | ----------------------------------------------------------------- | ------------ | --------------- |
| Гураль Ігор Романович | Сільський голова, 1978 року народження, освіта вища, безпартійний | 24.11.2010   | ---             |

Примітка: таблиця складена за даними джерела